# Sondhi Limthongkul
Sondhi Limthongkul (thailändska สนธิ ลิ้มทองกุล), född den 7 november 1947, är en thailändsk mediamogul och ledare för högerpartiet People's Alliance for Democracy (PAD) och sedan 2009 ledare för det nya partiet New Politics Party (NPP). Hans förmögenhet byggdes framförallt upp under 1980- och 1990-talen fram till den asiatiska finanskrisen 1997, då företagsimperiet blev svårt sargat. Till en början var han en varm anhängare av premiärminister Thaksin Shinawatra, men blev efter hand mer kritisk och blev så småningom ledare för den politiska rörelsen mot Thaksin. 2009 blev han utsatt för ett mordförsök, men klarade sig. 

## Karriären
- Tog ut examen i historia vid University of California, Los Angeles,
- Grundade Advance Media Group tillsammans med investeraren Paul Sittiamnuay.
- 1979 startade han det egna företaget Karawek, vilket producerade kvinnomagasinet Pooying 1980–1982.
- Grundade de egna tidskrifterna Phoojatkarn Monthly och Phoojadkarn Rai Wan.
- Grundade bokförlaget Manager Group (också känt som "M Group")
- Köpte upp IT-företagen SCT och Micronetic samt IEC (med kopplingar till Nokia)

## Politisk aktivism

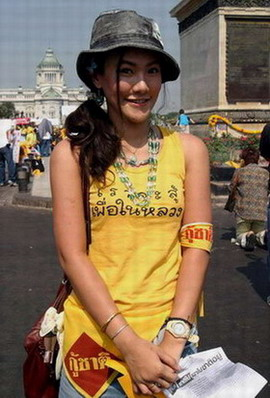
En demonstrant med en anti-Thaksin slogan "We will fight for the King". Sondhi sålde sådana t-shirts genom sin TV-show.

Under senare delen av 2005 och i början av 2006 höll en talkshow vid Thammasat University och i Lumphini Park. Den slogan han använde var "We Fight for the King". Protesterna och sändningarna från dessa blev populära och rörelsen People's Alliance for Democracy bildades bland annat utifrån dessa protestmöten. Vid det största av mötena, den 4 februari 2006 vid "Royal Plaza", samlades 40 000–50 000 protestanter.